# Simone Boccaccini
Simone Boccaccini (Firenze, 23 febbraio 1960) è un terrorista italiano.
Componente dell'organizzazione armata di sinistra denominata Nuove Brigate Rosse, venne rinviato a giudizio e poi condannato, in via definitiva, a ventuno anni di reclusione per l'omicidio del giuslavorista Marco Biagi, avvenuto il 19 marzo 2002, a Bologna.
Il 10 agosto 2024 è tornato in anticipo in libertà grazie a uno sconto di pena e alla buona condotta.

## Le rapine
Operaio e dipendente del Comune di Firenze, impegnato nel sindacato di base, frequentatore del centro sociale Cpa e militante nell'area dell'autonomia toscana, in passato Boccaccini viene segnalato alle forze dell'ordine per un solo precedente per spaccio di sostanze stupefacenti, risalente al 1984.
Nota alla Digos era anche la sua amicizia con Luigi Fuccini (ex fidanzato della brigatista Nadia Desdemona Lioce) e Fabio Matteini, entrambi arrestati negli anni novanta e subito proclamatisi prigionieri politici e appartenenti ai Nuclei Comunisti Combattenti.
Il 5 dicembre 2002 partecipa ad una rapina di autofinanziamento avvenuta nell'ufficio postale di via Tozzetti a Firenze replicata, il 6 febbraio 2003, in un altro ufficio postale fiorentino, quello di via Torcicoda.
Il nucleo che le porta a termine sarebbe diventato, da lì a poco, il nuovo gruppo toscano di appoggio per le azioni terroristiche delle Nuove Brigate Rosse.

## L'omicidio Biagi
Il 12 marzo del 2002, Boccaccini e l'altro brigatista Roberto Morandi, vennero fermati dai carabinieri nei pressi di Porretta, località nell'Appennino tosco-emiliano, mentre a bordo di una Panda rientravano a Firenze da Bologna.
Quello che al tempo sembra solo un normale controllo (i due saranno subito rilasciati), diventa invece un elemento preziosissimo per la procura che, dopo l'arresto di Morandi, catturato insieme ad altri sei brigatisti, il 24 ottobre 2003, ricolloca quel fermo registrato negli archivi dei carabinieri una settimana prima dell'agguato al professor Marco Biagi, nell'ambito di una serie di prove generali che i terroristi attuarono in previsione dell'omicidio.
Il 29 ottobre del 2003, Boccaccini viene convocato negli uffici della Procura fiorentina dove, per cinque ore, è sottoposto alle domande degli inquirenti. Le accuse sono inizialmente soltanto per banda armata e per le due rapine di autofinanziamento (quelle agli uffici postali) ma, quando le contestazioni del pm Giovagnoli, titolare dell'inchiesta Biagi, diventano più pressanti, si dichiara militante rivoluzionario per il partito comunista combattente e per lui viene emesso anche un fermo per l'omicidio del professore bolognese.

## I processi e le condanne
Rinviato a giudizio assieme ad altre sedici persone per l'omicidio di Massimo D'Antona avvenuto a Roma, il 20 maggio 1999, la Corte d'assise, l'8 luglio 2005, lo assolve in primo grado dall'accusa di concorso nell'omicidio e lo condanna a cinque anni di reclusione ritenendolo responsabile solo di associazione sovversiva.
Nell'ultimo grado di giudizio, il 28 giugno 2007, la Cassazione conferma sostanzialmente la condanna definitiva, condannandolo a cinque anni e otto mesi di reclusione.
Nel processo di primo grado per l'omicidio del giuslavorista Marco Biagi avvenuto a Bologna, il 19 marzo 2002, la Corte d'assise, il 1º giugno 2005, lo condanna all'ergastolo, pena ridotta a ventuno anni di reclusione, il 6 dicembre 2006, dalla Corte d'assise d'appello.
Nel terzo ed ultimo grado di giudizio, l'8 dicembre 2007, la quinta sezione penale della Corte di cassazione, conferma il verdetto emesso in secondo grado rendendo definitiva la pena.